# Polyrhachis moesta
Polyrhachis moesta é uma espécie de formiga do gênero Polyrhachis, pertencente à subfamília Formicinae.